# Astragalus fumosus
Astragalus fumosus är en ärtväxtart som beskrevs av Antonina Georgievna Borissova. Astragalus fumosus ingår i släktet vedlar, och familjen ärtväxter. Inga underarter finns listade i Catalogue of Life.